# مايكل راي ريتشاردسون
مايكل راي ريتشاردسون (بالإنجليزية: Micheal Ray Richardson)‏ مواليد 11 أبريل 1955 في لوبوك، هو لاعب كرة سلة أمريكي تحول إلى التدريب بعد الاعتزال بدأ مسيرته الاحترافية في سنة 1978 ويحمل الرقم 20. يبلغ طوله 6 قدم 5 بوصة (2.0 م). اعتزل اللعب في 2002.

## فرق لعب لها
- نيويورك نيكس
- غولدن ستايت ووريورز
- بروكلين نتس
- فيرتوس بالاكانسترو بولونيا

## روابط خارجية
- مايكل راي ريتشاردسون على موقع إن بي أي (الإنجليزية)
- مايكل راي ريتشاردسون على موقع سبورتس رفرنس (الإنجليزية)
- مايكل راي ريتشاردسون على موقع كرة السلة الأوروبية.كوم (الإنجليزية)
- مايكل راي ريتشاردسون على موقع كلية كرة السلة في سبورتس رفرنس.كوم (الإنجليزية)
- مايكل راي ريتشاردسون على موقع ريلجم (الإنجليزية)
- مايكل راي ريتشاردسون على موقع بروبوليرز (الإنجليزية)